# Fußball-Europameisterschaft der Frauen 2009/Dänemark
Dieser Artikel behandelt die dänische Fußballnationalmannschaft der Frauen bei der Europameisterschaft 2009 in Finnland.

## Qualifikation
Dänemark wurde für die Qualifikation in Gruppe 5 gelost und traf auf Portugal, Schottland, die Slowakei und die Ukraine. Mit sieben Siegen und einer Niederlage qualifizierten sich die Däninnen als Gruppensieger für die Endrunde.
Die Ukraine setzte sich in den Play-off-Spielen gegen Slowenien durch, während Schottland an Russland wegen der Auswärtstorregel scheiterte.

### Tabelle
| Pl. | Land       | Sp. | S | U | N | Tore    | Diff. | Punkte |
| --- | ---------- | --- | - | - | - | ------- | ----- | ------ |
| 1.  | Dänemark   | 8   | 7 | 0 | 1 | 023:500 | +18   | 21     |
| 2.  | Ukraine    | 8   | 6 | 1 | 1 | 015:300 | +12   | 19     |
| 3.  | Schottland | 8   | 3 | 1 | 4 | 015:700 | +8    | 10     |
| 4.  | Slowakei   | 8   | 2 | 0 | 6 | 005:290 | −24   | 06     |
| 5.  | Portugal   | 8   | 0 | 2 | 6 | 004:180 | −14   | 02     |

### Spiele
| Datum      | Spielort    | Gegner     | Ergebnis  | Torschützen |
| ---------- | ----------- | ---------- | --------- | --- |
| 27.10.2007 | Viborg      | Portugal   | 5:1 (1:1) | 1:0 M. Pedersen (40.), 1:1 Fernandes (41.), 2:1 Pape (51.), 3:1 Andersen (60.), 4:1 Pape (71.), 5:1 M. Pedersen (82.)                          |
| 31.10.2007 | Perth       | Schottland | 0:1 (0:0) | 0:1 M. Pedersen (62.) |
| 23.04.2008 | Senec       | Slowakei   | 1:4 (0:2) | 0:1 Pape (6.), 0:2 Rasmussen (16.), 0:3 Rasmussen (47.), 0:4 Pape (55.), 1:4 Zubovká (70.)                                                     |
| 27.04.2008 | Viborg      | Schottland | 2:1 (0:1) | 0:1 Sneddon (28.), 1:1 Andersen (50.), 2:1 M. Pedersen (67.)                                                                                   |
| 08.05.2008 | Fão         | Portugal   | 0:4 (0:1) | 0:1 Rasmussen (18.), 0:2 Pape (53.), 0:3 M. Pedersen (71.), 0:4 M. Pedersen (78.)                                                              |
| 28.05.2008 | Viborg      | Slowakei   | 6:1 (2:1) | 1:0 Andersen (25.), 2:0 M. Pedersen (35.), 2:1 Lukascova (44.), 3:1 Pape (61.), 4:1 M. Pedersen (62.), 5:1 Pape (81.), 6:1 M. Pedersen (90.+1) |
| 22.06.2008 | Tschernihiw | Ukraine    | 1:0 (1:0) | 1:0 Apanaschenko (28.) |
| 01.10.2008 | Viborg      | Ukraine    | 1:0 (0:0) | 1:0 M. Pedersen (63.) |

Grün unterlegte Ergebnisse kennzeichnen einen Sieg, rot unterlegte Niederlagen.

## Kader
Trainer Kenneth Heiner-Møller hat sein Aufgebot am 13. August 2009 bekannt gegeben.
| Nummer     | Name                          | Verein vor EM-Beginn | Geburtstag | Sp.      | Tor      |          |          |          |
| Torhüter   | Torhüter                      | Torhüter             | Torhüter   | Torhüter | Torhüter | Torhüter | Torhüter | Torhüter |
| ---------- | ----------------------------- | -------------------- | ---------- | -------- | -------- | -------- | -------- | -------- |
| 16         | Tine Cederkvist               | LdB FC Malmö         | 21.03.1979 | 0        | 0        | 0        | 0        | 0        |
| 1          | Heidi Johansen                | Fortuna Hjørring     | 09.06.1983 | 3        | 0        | 0        | 0        | 0        |
| 21         | Mia-Maria Kjærsgaard-Andersen | IK Skovbakken        | 19.01.1989 | 0        | 0        | 0        | 0        | 0        |
| Abwehr     |                               |                      |            |          |          |          |          |          |
| 10         | Camilla Sand Andersen         | Fortuna Hjørring     | 14.02.1986 | 3        | 1        | 0        | 0        | 0        |
| 6          | Marie Bjerg                   | IK Skovbakken        | 16.07.1988 | 0        | 0        | 0        | 0        | 0        |
| 2          | Mia Brogaard                  | Brøndby IF           | 15.10.1981 | 3        | 0        | 0        | 0        | 0        |
| 5          | Line Røddik Hansen            | Brøndby IF           | 31.01.1988 | 3        | 0        | 0        | 0        | 0        |
| 3          | Katrine Pedersen              | Stabæk FK            | 13.04.1977 | 3        | 0        | 0        | 0        | 0        |
| 22         | Marianne Pedersen             | IK Skovbakken        | 28.02.1985 | 2        | 0        | 0        | 0        | 0        |
| Mittelfeld |                               |                      |            |          |          |          |          |          |
| 18         | Nanna Christiansen            | Brøndby IF           | 17.06.1989 | 0        | 0        | 0        | 0        | 0        |
| 4          | Mette Jensen                  | Fortuna Hjørring     | 28.05.1987 | 2        | 0        | 0        | 0        | 0        |
| 19         | Ditte Larsen                  | Brøndby IF           | 24.04.1983 | 0        | 0        | 0        | 0        | 0        |
| 12         | Janne Madsen                  | Fortuna Hjørring     | 12.03.1978 | 0        | 0        | 0        | 0        | 0        |
| 17         | Tina Rasmussen                | IK Skovbakken        | 14.04.1980 | 1        | 0        | 0        | 0        | 0        |
| 7          | Catherine Paaske Sørensen     | Linköpings FC        | 14.06.1978 | 3        | 0        | 0        | 0        | 0        |
| 20         | Katrine Veje                  | Odense BK            | 19.06.1991 | 3        | 0        | 0        | 0        | 0        |
| Angriff    |                               |                      |            |          |          |          |          |          |
| 8          | Julie Rydahl Bukh             | Linköpings FC        | 09.01.1982 | 3        | 0        | 1        | 0        | 0        |
| 14         | Lene Jensen                   | Brøndby IF           | 17.03.1976 | 1        | 0        | 0        | 0        | 0        |
| 11         | Nadia Nadim                   | IK Skovbakken        | 02.01.1988 | 3        | 0        | 0        | 0        | 0        |
| 15         | Sanne Troelsgaard Nielsen     | Brøndby IF           | 15.08.1988 | 1        | 0        | 0        | 0        | 0        |
| 9          | Maiken With Pape              | Stabæk FK            | 20.02.1978 | 3        | 1        | 0        | 0        | 0        |
| 13         | Johanna Rasmussen             | Umeå IK              | 02.07.1983 | 3        | 1        | 0        | 0        | 0        |
| Trainer    |                               |                      |            |          |          |          |          |          |
|            | Kenneth Heiner-Møller         |                      | 17.01.1971 |          |          |          |          |          |

## Spiele
Dänemark trifft in der Vorrundengruppe A auf Gastgeber Finnland, die Niederlande und die Ukraine.
| Pl. | Land        | Sp. | S | U | N | Tore    | Diff. | Punkte |
| --- | ----------- | --- | - | - | - | ------- | ----- | ------ |
| 1.  | Finnland    | 3   | 2 | 0 | 1 | 003:200 | +1    | 06     |
| 2.  | Niederlande | 3   | 2 | 0 | 1 | 005:300 | +2    | 06     |
| 3.  | Dänemark    | 3   | 1 | 0 | 2 | 003:400 | −1    | 03     |
| 4.  | Ukraine     | 3   | 1 | 0 | 2 | 002:400 | −2    | 03     |

|                                                                      |   |             |           |
| Sonntag, 23. August 2009 um 19:30 Uhr* in Helsinki (Olympiastadion)  |   |             |           |
| Finnland                                                             | – | Dänemark    | 1:0 (0:0) |
| Mittwoch, 26. August 2009 um 17:30 Uhr* in Helsinki (Fußballstadion) |   |             |           |
| Ukraine                                                              | – | Dänemark    | 1:2 (0:0) |
| Samstag, 29. August 2009 um 17:30 Uhr* in Lahti                      |   |             |           |
| Dänemark                                                             | – | Niederlande | 1:2 (0:0) |

* Ortszeit (MESZ+1)